# Acero HY
Los aceros HY son una familia de aceros de baja aleación, de alta resistencia a la tracción, alto límite elástico. Fue desarrollado para su uso en aplicaciones navales, específicamente el desarrollo de cascos de presión para el programa de submarinos nucleares de Estados Unidos. El primer miembro de la familia es el HY-80, luego aparecieron el HY-100 y el HY-130. Los aceros "HY" están diseñados para poseer un alto límite elástico, es decir, capacidad para resistir la deformación plástica permanente. Los numerales 80, 100 y 130 hacen referencia a su límite elástico en psi, es decir, 80 000 psi = 5625 kg/cm², 100 000 psi = 7031 kg/cm² y 130 000 psi = 9140 kg/cm².
Los HY-80 y HY-100 son ambos grados soldables; mientras que el HY-130 generalmente se considera no soldable. Los métodos modernos de fabricación de acero que pueden controlar con precisión el tiempo y temperatura durante el procesamiento de aceros HY ha hecho que el costo de fabricación sea más económico. El HY-80 se considera que tiene buena resistencia a la corrosión y tiene buena formabilidad para complementar su soldabilidad. El uso del acero HY-80 requiere una cuidadosa consideración de los procesos de soldadura, la selección del metal de relleno y el diseño de la junta para tener en cuenta los cambios en la microestructura, la distorsión y la concentración de tensiones. Y todavía se usa actualmente en muchas aplicaciones navales. Se valora por su relación resistencia específica.

## Empleo en submarinos
La necesidad de desarrollar aceros mejorados fue impulsada por el deseo de submarinos de inmersión más profunda. Para evitar la detección por sonar, los submarinos idealmente operan al menos 100 m (metros) por debajo de la profundidad de la capa sónica. Los submarinos de la Segunda Guerra Mundial operaron a una profundidad total de raramente más de 100 m. Con el desarrollo de los submarinos nucleares, su nueva independencia de la superficie para un suministro de aire para sus motores diésel significaba que podían centrarse en la operación oculta en profundidad, en lugar de operar en gran medida como sumergibles de crucero en superficie. El aumento de potencia de un reactor nuclear permitió que sus cascos se hicieran más grandes y más rápidos. Los desarrollos en el sonar les permitieron cazar eficazmente en profundidad, en lugar de depender de observaciones visuales de profundidad de periscopio. Todos estos factores impulsaron la necesidad de aceros mejorados para cascos de presión más fuertes.
La fuerza de un casco submarino está limitada no solo por el límite elástico, sino también por la resistencia a la fatiga. Además de la obvia necesidad de un casco lo suficientemente fuerte como para no ser aplastado en profundidad, el efecto cíclico de cientos de inmersiones durante la vida útil de un submarino significa que la resistencia a la fatiga también es importante. Para proporcionar suficiente resistencia a la fatiga, el casco debe estar diseñado de modo que el acero siempre funcione por debajo de su límite de resistencia; es decir, la tensión debida a la presión en profundidad sigue siendo menor que la resistencia a la fatiga durante un número indefinido de ciclos.
Los submarinos estadounidenses posteriores a la Segunda Guerra Mundial, tanto convencionales como nucleares, habían mejorado los diseños en comparación con los anteriores submarinos de flota. Su acero también fue mejorado y era el equivalente de "HY-42". Los barcos de esta construcción incluyeron el USS  Nautilus y la clase Skate, que fueron los primeros submarinos nucleares, con la forma de casco convencional de entonces. La última clase Skipjack, aunque de la nueva forma de casco 'lágrima' de Albacore, también usó estos aceros anteriores. Tales embarcaciones tenían profundidades de operación normales de unos 700 pies (210 m) y una profundidad de aplastamiento de 1100 pies (340 m). Bureau of Ships realizó un programa de investigación para desarrollar acero de mayor resistencia para la construcción de barcos y submarinos. Durante las pruebas, una variante de acero de tratamiento especial (STS), un acero blindado homogéneo de tipo Krupp desarrollado por Carnegie Steel en 1910 y comúnmente utilizado para protección de cubierta, con modificaciones en carbono y níquel y la adición de molibdeno, se conoció como "SS de bajo carbono"; Este acero mostró la mejor combinación de todas las propiedades deseables. El STS bajo en carbono se convirtió en el precursor del HY-80 y se utilizó por primera vez en 1953 para la construcción del USS Albacore, un pequeño submarino de investigación diésel. El Albacore probó su forma epónima de casco de lágrima, que formaría un patrón para las siguientes clases nucleares de Estados Unidos.
Aunque las profundidades de operación de los submarinos son altamente secretas, sus límites de profundidad de aplastamiento pueden calcularse aproximadamente, únicamente a partir del conocimiento de la resistencia del acero. Con el acero HY-80 más fuerte, esta profundidad aumentó a 1800 pies (550 m) y con HY-100 una profundidad de 2250 pies (690 m).
Los primeros submarinos de producción en utilizar el acero HY-80 fueron la clase Permit. Según los informes, estos tenían una profundidad operativa normal de 1300 ft (pies), aproximadamente dos tercios del límite de profundidad de aplastamiento impuesto por el acero. El USS Thresher, el barco líder de esta clase, se perdió en un accidente en 1963. En ese momento, este accidente inexplicable suscitó mucha controversia sobre su causa y el nuevo acero HY-80 utilizado se consideró sospechosamente, especialmente para las teorías. sobre el agrietamiento de la soldadura que fue la causa de la pérdida.
El acero HY-100 se introdujo para la clase Seawolf de buceo más profundo, aunque dos de la clase anterior HY-80 de Los Ángeles, USS  Albany (1987) y USS  Topeka (1988), habían probado la construcción HY-100. Se afirma oficialmente que el USS  Seawolf tiene una profundidad operativa normal de "más de 800 pies". Según la profundidad operativa informada de Thresher, se puede suponer que la profundidad operativa normal de Seawolf es aproximadamente el doble de la cifra oficial.
HY-100 también fue perseguido por problemas de grietas en la soldadura. La construcción de Seawolf sufrió reveses en 1991 y se tuvo que abandonar el trabajo de 15 % o dos años en la construcción del casco. Aunque luego se resolvió, estos costos adicionales (y el dividendo de paz postsoviético) fueron un factor para reducir los 29 submarinos Seawolf planeados a solo tres construidos.

## Metalurgia
El acero HY-80 es un miembro de la familia de aceros con bajo contenido de carbono y baja aleación con níquel, cromo y molibdeno (Ni-Cr-Mo) como elementos de aleación y es endurecible. La soldabilidad del acero es buena, aunque viene con un conjunto de desafíos debido al contenido de carbono y aleación. El contenido de carbono puede variar de 0,12 a 0,20 % en peso con un contenido global de aleación de hasta 8 % en peso. También se usa ampliamente en aplicaciones militares / navales con grandes secciones de chapa gruesa que se suman a los posibles problemas de soldabilidad, por ejemplo, facilidad de tratamiento térmico y tensiones residuales en chapa gruesa. El objetivo principal durante el desarrollo de los grados de acero HY fue crear una clase de aceros que proporcionaran un excelente límite elástico y tenacidad general, lo que se logra en parte mediante temple y revenido. El acero primero se trata térmicamente a 900 °C (grados Celsius) para austenizar el material antes de que se enfríe. El rápido enfriamiento del proceso de enfriamiento produce una microestructura muy dura en forma de martensita.[13] La martensita no es deseable y, por lo tanto, es necesario que el material se temple a aproximadamente 650 °C para reducir la dureza general y formar martensita / bainita templada.
La microestructura final de la soldadura estará directamente relacionada con la composición del material y el (los) ciclo (s) térmico (s) que ha sufrido, que variará según el material base, la zona afectada por el calor (HAZ) y la zona de fusión (FZ). La microestructura del material se correlacionará directamente con las propiedades mecánicas, la soldabilidad y la vida útil / rendimiento del material / soldadura. Los elementos de aleación, los procedimientos de soldadura y el diseño de soldadura deben coordinarse y considerarse cuando se busca utilizar acero HY-80.
HY-80 y HY-100 están cubiertos en las siguientes especificaciones militares de Estados Unidos:
- MIL S-16216[13]
- MIL S-21952[14]

### Composición de la aleación
El contenido de la aleación variará ligeramente de acuerdo con el grosor del material de la placa. La placa más gruesa será más restrictiva en sus gamas de aleación de composición debido a los desafíos de soldabilidad adicionales creados por las concentraciones de tensión mejoradas en las juntas de conexión.

#### Importancia de los elementos de aleación clave
Carbono: controla la dureza máxima del material y es un estabilizador de la austenita, que es necesario para la formación de martensita. El HY-80 es propenso a formar martensita y la dureza máxima de la martensita depende de su contenido de carbono. El HY-80 es un material FCC que permite que el carbono se difunda más fácilmente que en materiales FCC como el acero inoxidable austenítico.
Níquel: agrega resistencia y ductilidad al HY-80 y también es un estabilizador de la austenita.
Manganeso: limpia las impurezas en los aceros (más comúnmente utilizado para capturar el azufre) y también forma óxidos que son necesarios para la nucleación de la ferrita acicular. La ferrita acicular es deseable en los aceros HY-80 porque promueve un excelente límite elástico y tenacidad.
Silicio: formador de óxido que sirve para limpiar y proporcionar puntos de nucleación para la ferrita acicular.
Cromo: es un estabilizador de ferrita y puede combinarse con carbono para formar carburos de cromo para aumentar la resistencia del material.

#### Elementos traza
El antimonio, el estaño y el arsénico son elementos potencialmente peligrosos para tener en la composición de composición debido a su capacidad para formar eutécticos y suprimir las temperaturas locales de fusión. Este es un problema creciente debido al mayor uso de chatarra en la fabricación de acero en el proceso del horno de arco eléctrico (EAF).
El rango preciso del contenido de aleación permitido varía ligeramente según el grosor de la lámina. Los datos de aquí son para hojas más gruesas, 3 pulgadas (76 mm) y más, que tienen las composiciones más restrictivas.
|                       | HY-80       | HY-100      |
| Elementos de aleación |             |             |
| Carbono               | 0.13–0.18%  | 0.14-0.20 % |
| Manganeso             | 0.10-0.40 % | 0.10-0.40 % |
| Fósforo               | 0.015 % max | 0.015 % max |
| Azufre                | 0.008 % max | 0.008 % max |
| Silicio               | 0.15-0.38 % | 0.15-0.38 % |
| Níquel                | 3.00-3.50 % | 3.00-3.50 % |
| Cromo                 | 1.50–1.90 % | 1.50–1.90 % |
| Molibdeno             | 0.50-0.65 % | 0.50-0.65 % |
| Elementos residuales  |             |             |
| Vanadio               | 0.03 % max  | 0.03 % max  |
| Titanio               | 0.02 % max  | 0.02 % max  |
| Cobre                 | 0.25 % max  | 0.25 % max  |
| Elementos traza       |             |             |
| Antimonio             | 0.025 % max | 0.025 % max |
| Arsénico              | 0.025 % max | 0.025 % max |
| Estaño                | 0.030 % max | 0.030 % max |

El acero HY-130 también incluye vanadio como elemento de aleación. La soldadura de HY-130 se considera más restringida, ya que es difícil obtener materiales de relleno que puedan proporcionar un rendimiento comparable.

### Características
|                                                                    | acero HY-80      | acero HY-100      | acero HY-130      |
| Límite elástico a la tracción                                      | 80 ksi (550 MPa) | 100 ksi (690 MPa) | 130 ksi (900 MPa) |
| Dureza (Rockwell)                                                  | C-21             | C-25              | C-30              |
| Propiedades elásticas                                              |                  |                   |                   |
| Módulo elástico {\displaystyle E} (GPa)                            | 207              | 207               | 207               |
| Coeficiente de Poisson {\displaystyle \nu }                        | .30              | .30               | .30               |
| Módulo de cizalladura {\displaystyle G=E/2(1+\nu )} (GPa)          | 79               | 79                | 79                |
| Módulo de compresibilidad {\displaystyle K=E/3(1-2\nu )} (GPa)     | 172              | 172               | 172               |
| Densidad                                                           |                  |                   |                   |
| Densidad {\displaystyle \rho } (kg/m³)                             | 7746             | 7748              | 7885              |
| Propiedades térmicas                                               |                  |                   |                   |
| Conductividad {\displaystyle k} (W/mK)                             | 34               | 34                | 27                |
| Calor específico {\displaystyle c_{p}} (J/kgK)                     | 502              | 502               | 489               |
| Difusividad {\displaystyle k/\rho c_{p}} (m²/s)                    | .000009          | .000009           | .000007           |
| Coeficiente de expansión volumétrica {\displaystyle \alpha } (K−1) | .000011          | .000014           | .000013           |
| Punto de fusión {\displaystyle T_{melt}} (K)                       | 1793             | 1793              | 1793              |

## Soldabilidad
El acero HY-80 se puede soldar sin incidentes siempre que se tomen las precauciones adecuadas para evitar posibles problemas. El hecho de que HY-80 sea un acero endurecible aumenta la preocupación sobre la formación de martensita no templada tanto en la zona de fusión (FZ) como en la zona afectada por el calor (HAZ). El proceso de soldadura puede crear gradientes de temperatura pronunciados y enfriamiento rápido que son necesarios para la formación de martensita sin templar, por lo que se deben tomar precauciones para evitar esto. Para complicar aún más el problema de la soldabilidad es la utilización general de aceros HY-80 en placas gruesas o grandes soldaduras para uso naval. Estas placas gruesas, soldaduras grandes y un entorno de servicio riguroso presentan riesgos adicionales debido a la concentración de tensión intrínseca y extrínseca en la junta de soldadura.
HIC o HAC: el agrietamiento inducido por hidrógeno o asistido por hidrógeno es un problema de soldabilidad real que debe abordarse en los aceros HY-80. La fragilidad de hidrógeno es un riesgo elevado en todas las condiciones para HY-80 y cae en la zona 3 para el método AWS. HAC / HIC puede ocurrir en la zona de fusión o en la zona afectada por el calor. Como se mencionó anteriormente, el HAZ y el FZ son susceptibles a la formación de martensita y, por lo tanto, están en riesgo de HAC / HIC. El FIC Zone HIC / HAC se puede abordar con el uso de un metal de relleno adecuado, mientras que el HAZ HIC / HAC se debe abordar con procedimientos de precalentamiento y soldadura. Siempre se recomienda una práctica baja en hidrógeno al soldar en aceros HY-80.
No es posible soldar autógenamente el HY-80 debido a la formación de martensita sin templar. Se requiere el uso de metales de aporte para introducir materiales de aleación que sirvan para formar óxidos que promuevan la nucleación de ferrita acicular. La HAZ sigue siendo una preocupación que debe abordarse con procedimientos adecuados de precalentamiento y soldadura para controlar las velocidades de enfriamiento. Las velocidades de enfriamiento lentas pueden ser tan perjudiciales como las rápidas en la HAZ. El enfriamiento rápido formará martensita sin templar; sin embargo, velocidades de enfriamiento muy lentas causadas por un alto precalentamiento o una combinación de precalentamiento y alto aporte de calor de los procedimientos de soldadura pueden crear martensita muy frágil debido a las altas concentraciones de carbono que se forman en la HAZ.
Se debe considerar el precalentamiento para permitir que el hidrógeno difusible se difunda y para reducir el gradiente de temperatura de enfriamiento. La velocidad de enfriamiento más lenta reducirá la probabilidad de formación de martensita. Si la temperatura de precalentamiento no es lo suficientemente alta, el gradiente de temperatura de enfriamiento será demasiado pronunciado y creará soldaduras frágiles. Las soldaduras multipass requieren una temperatura entre pasadas mínima y máxima con el fin de mantener el límite elástico y evitar el agrietamiento. Las temperaturas de precalentamiento y entre pasadas dependerán del grosor del material.

## Control de calidad
La prueba del acero HY-80 se puede dividir en las categorías de evaluación destructiva y no destructiva. Se puede realizar una variedad de pruebas destructivas, desde el péndulo de Charpy hasta la protuberancia de explosión. Las pruebas destructivas no son prácticas para inspeccionar soldaduras completas antes de ser puestas en servicio; por lo tanto, se prefiere pruebas no destructivas para este caso. La evaluación no destructiva incluye diversas técnicas o métodos: inspección visual, rayos X, inspección ultrasónica, inspección de partículas magnéticas e inspección por corrientes parásitas.
La máxima resistencia a la tracción de estos aceros se considera secundaria a su límite elástico. Cuando esto se requiere para cumplir con un valor particular, se especifica para cada pedido.
La tenacidad de la muesca es una medida de la resistencia al desgarro, la capacidad de un acero para resistir un mayor desgarro de una muesca preexistente. Por lo general, se evalúa como la relación rendimiento-desgarro, la relación entre la resistencia al desgarro y el límite elástico.
Los aceros forjados HY-80 son producidos por, entre otros, ArcelorMittal en los Estados Unidos, y fundiciones en HY-80 por Goodwin Steel Castings en el Reino Unido.